# Gennaro Coronella
Gennaro Coronella (Casal di Principe, 3 settembre 1954) è un politico italiano, senatore del Popolo della Libertà.

## Biografia
Laureato in Giurisprudenza, svolge la professione di avvocato. Esponente della destra sociale, nel 1968, a 14 anni, si iscrive alla Giovane Italia, organizzazione giovanile del Movimento Sociale Italiano e in seguito al Fronte della Gioventù.
Nel 1977 aderisce a Democrazia Nazionale - Costituente di Destra, partito politico frutto di una scissione della corrente moderata missina. Alla sua dissoluzione nel 1979 rientrerà nel MSI.
Nel 1992 è stato candidato alla Camera dei Deputati per il Movimento Sociale Italiano nella circoscrizione Napoli - Caserta, risultando il primo dei non eletti, dietro Alessandra Mussolini, che, eletta in più circoscrizioni, optò proprio per quella di Napoli - Caserta.
Nel dicembre 1992 è stato eletto consigliere comunale a Trentola-Ducenta nella lista del Movimento Sociale Italiano. Nel 1994 è nominato commissario della federazione provinciale di Caserta del MSI.
Nel 1995 è stato eletto segretario per la provincia di Caserta della neonata Alleanza Nazionale, carica che manterrà fino al suo scioglimento.
Dal 1996 al 2001 è assessore provinciale e vicepresidente della Provincia di Caserta, nominato dal pre,sidente Riccardo Ventre.
Nel 2000 è eletto al Consiglio Regionale della Campania per Alleanza Nazionale nel collegio di Caserta dove ottiene 8783 preferenze.
Nel 2001 viene poi eletto alla Camera dei deputati per AN.
Nel 2006 è eletto al Senato della Repubblica svolgendo una imponente campagna pubblicitaria nelle piazze della Campania, che per le occasioni dei suoi comizi esibivano un'enorme mongolfiera recante il suo nome. È membro della 11ª Commissione permanente (Lavoro, previdenza sociale) e della Commissione parlamentare per il controllo sull'attività degli enti gestori di forme obbligatorie di previdenza e assistenza sociale.
Nel 2008 è stato rieletto al Senato. Non si ricandida per il Parlamento alle elezioni politiche del 2013.